# Visões feministas sobre a sexualidade
Visões feministas sobre a sexualidade variam amplamente. Muitas feministas, particularmente as feministas radicais, são altamente críticas do que consideram ser objetificação sexual e exploração sexual na mídia e na sociedade. As feministas radicais costumam se opor à indústria do sexo, incluindo a oposição à prostituição e à pornografia. Outras feministas se definem como feministas sex-positivas e acreditam que uma ampla variedade de expressões da sexualidade feminina pode ser capacitadora para as mulheres quando são escolhidas livremente. Algumas feministas apoiam esforços para reformar a indústria do sexo de modo a torná-la menos sexista, como o movimento de pornografia feminista.

## Guerras Sexuais Feministas
As guerras sexuais feministas e guerras sexuais lésbicas, ou simplesmente as guerras do sexo ou guerras da pornografia, foram debates acirrados entre feministas no final dos anos 1970 e início dos anos 1980. Os lados foram caracterizados por grupos anti-pornografia e pró-sexo, com divergências em relação à sexualidade, representação sexual, pornografia, sadomasoquismo, o papel das mulheres trans na comunidade lésbica e outras questões sexuais. O debate colocou a feminismo anti-pornografia contra o feminismo sex-positivo, e o movimento feminista ficou profundamente dividido como resultado.

### Crítica feminista à exploração sexual e à indústria do sexo
Muitas feministas denunciam indústrias como a indústria do sexo como exemplos de exploração misógina. Importantes feministas anti-indústria do sexo incluíam Andrea Dworkin e Catharine MacKinnon. O par defendia leis civis que restringissem a pornografia. Elas viam a dominação sexual masculina como a raiz de toda opressão feminina e, por isso, condenavam a pornografia, a prostituição e outras manifestações do poder sexual masculino. O movimento anti-pornografia ganhou força com a criação de Mulheres Contra a Violência na Pornografia e na Mídia. Durante o período das guerras sexuais, organizou manifestações contra os criadores e distribuidores de pornografia em São Francisco e deu origem a Mulheres Contra a Pornografia, Feministas Combatendo a Pornografia e a organizações e esforços de orientação similar por todo os Estados Unidos.

### Feminismo sex-positivo
A resposta das "feministas sex-positivas" foi aquela que promoveu o sexo como uma via de prazer para as mulheres. Gayle Rubin e Patrick Califia foram influentes nesta parte do movimento. Outras feministas que se identificam como "sex-positivas" incluem Ellen Willis, Kathy Acker, Susie Bright, Carol Queen, Annie Sprinkle, Avedon Carol, Tristan Taormino, Rachel Kramer Bussel, Nina Hartley e Betty Dodson. O movimento do feminismo sex-positivo tornou-se mais popular nos dias atuais.

### Feminismo e pornografia
As visões feministas sobre a pornografia variam desde a condenação da pornografia como uma forma de violência contra as mulheres, até a aceitação de algumas formas de pornografia como um meio de expressão feminista. O debate feminista sobre essa questão reflete preocupações maiores em torno das visões feministas sobre a sexualidade e está intimamente relacionado aos debates feministas sobre prostituição, BDSM e outras questões. A pornografia tem sido uma das questões mais divisivas no feminismo, especialmente entre as feministas de países anglófonos.

#### Feminismo anti-pornografia
Oponentes da pornografia entre as feministas radicais — como Andrea Dworkin, Catharine MacKinnon, Robin Morgan, Diana Russell, Alice Schwarzer, Gail Dines e Robert Jensen — argumentam que a pornografia é prejudicial às mulheres e constitui uma forte causalidade ou facilitação da violência contra as mulheres. As feministas anti-pornografia, notadamente MacKinnon, afirmam que a produção de pornografia implica coerção física, psicológica e/ou econômica das mulheres que nela atuam e posam. Afirma-se que isso é verdadeiro mesmo quando as mulheres são apresentadas como se estivessem desfrutando. Ejaculação visível e estupro anal estão se tornando cada vez mais populares entre os homens, seguindo tendências na pornografia. MacKinnon e Dworkin definiram a pornografia como "a subordinação sexual graficamente explícita das mulheres por meio de imagens ou palavras".

#### Feministas anti-censura e pró-pornografia
Na visão das feministas pró-pornografia, a pornografia é vista como um meio de expressão sexual das mulheres. As feministas sex-positivas consideram que muitas visões radicais sobre a sexualidade, incluindo as relativas à pornografia, são tão opressoras quanto as de religiões e ideologias patriarcais, e argumentam que o discurso feminista anti-pornografia ignora e trivializa a agência sexual das mulheres.

##### Pornografia feminista
A pornografia feminista é a pornografia produzida por e com mulheres feministas. É um segmento pequeno, mas em crescimento, da indústria da pornografia. Segundo Tristan Taormino, "A pornografia feminista tanto responde às imagens dominantes com alternativas quanto cria sua própria iconografia."
Algumas atrizes pornográficas, como Nina Hartley, Ovidie, Madison Young e Sasha Grey, também se autodenominam feministas sex-positivas e afirmam que não se veem como vítimas do sexismo. Elas defendem sua decisão de atuar na pornografia como uma escolha livre e argumentam que grande parte do que fazem na câmera é uma expressão de sua sexualidade. Também foi apontado que, na pornografia, as mulheres geralmente ganham mais do que seus equivalentes masculinos. Algumas performers de pornografia, como Nina Hartley, são ativas no movimento pelos direitos das trabalhadoras do sexo.
A diretora e feminista sueca Suzanne Osten expressou ceticismo de que "a pornografia feminista" realmente exista, referindo-se à sua crença de que a pornografia é inerentemente objetificante e que, portanto, a pornografia feminista constituiria um oxímoro. O periódico feminista radical americano off our backs denunciou a pornografia feminista como "pseudo-feminista" e "a chamada pornografia feminista".

##### Feminismo e prostituição
Como em muitas questões dentro do movimento feminista, existe uma diversidade de opiniões em relação à prostituição. Muitas dessas posições podem ser organizadas de maneira ampla em uma perspectiva que é geralmente crítica ou favorável à prostituição e ao trabalho sexual.
As feministas anti-prostituição defendem que a prostituição é uma forma de exploração das mulheres e de dominação masculina sobre elas, sendo uma prática resultante da ordem social patriarcal existente. Essas feministas argumentam que a prostituição tem um efeito muito negativo, tanto para as prostitutas quanto para a sociedade como um todo, pois reforça visões estereotipadas de mulheres, vistas como objetos sexuais que podem ser usados e abusados pelos homens.
Outras feministas sustentam que a prostituição e outras formas de trabalho sexual podem ser escolhas válidas para mulheres e homens que optam por se envolver nela. Nessa perspectiva, a prostituição deve ser diferenciada da prostituição forçada, e as feministas devem apoiar o ativismo das trabalhadoras do sexo contra abusos tanto da indústria do sexo quanto do sistema legal. A discordância entre essas duas posturas feministas provou ser particularmente contenciosa, podendo ser comparada às Guerras Sexuais Feministas do final do século XX.

#### Feminismo anti-prostituição
Uma proporção das feministas é fortemente contrária à prostituição, pois a vêem como uma forma de violência contra as mulheres, que não deve ser tolerada pela sociedade. Feministas que sustentam tais visões incluem Kathleen Barry, Melissa Farley, Julie Bindel, Sheila Jeffreys, Catharine MacKinnon e Laura Lederer.
Essas feministas argumentam que, na maioria dos casos, a prostituição não é uma escolha consciente e calculada. Elas afirmam que a maioria das mulheres que se tornam prostitutas o faz porque foram forçadas ou coagidas por um cafetão ou pelo tráfico humano ou, quando se trata de uma decisão independente, geralmente resulta da pobreza extrema, da falta de oportunidades ou de sérios problemas subjacentes, como dependência química, traumas passados (por exemplo, abuso sexual infantil) e outras circunstâncias infelizes. Essas feministas apontam que mulheres das classes socioeconômicas mais baixas — mulheres empobrecidas, com baixo nível educacional, e provenientes das minorias raciais e étnicas mais desfavorecidas — estão sobrerrepresentadas na prostituição em todo o mundo. "Se a prostituição é uma escolha livre, por que as mulheres com menos opções são as que mais frequentemente a praticam?" (MacKinnon, 1993). Uma grande porcentagem das prostitutas entrevistadas em um estudo com 475 pessoas envolvidas na prostituição relatou que estavam passando por um período difícil em suas vidas e que a maioria desejava deixar a profissão.
Catharine MacKinnon argumenta que "na prostituição, as mulheres fazem sexo com homens com os quais nunca teriam relações de outra forma. O dinheiro, assim, atua como uma forma de força, e não como uma medida de consentimento. Ele age como a força física age no estupro."
Alguns estudiosos anti-prostituição defendem que o consentimento verdadeiro na prostituição não é possível. Barbara Sullivan afirma: "Na literatura acadêmica sobre prostituição, há muito poucos autores que argumentam que o consentimento válido para a prostituição é possível. A maioria sugere que o consentimento para a prostituição é impossível ou, pelo menos, improvável." "(...) a maioria dos autores sugere que o consentimento para a prostituição é profundamente problemático, senão impossível (...) a maioria dos autores argumentou que o consentimento para a prostituição é impossível. Para as feministas radicais, isso ocorre porque a prostituição é sempre uma prática sexual coercitiva. Outros simplesmente sugerem que a coerção econômica torna o consentimento sexual das trabalhadoras do sexo altamente problemático, senão impossível..." Finalmente, os abolicionistas acreditam que nenhuma pessoa pode ser considerada como consentindo verdadeiramente com a própria opressão e que ninguém deveria ter o direito de consentir com a opressão de outrem. Nas palavras de Kathleen Barry, o consentimento não é "um bom instrumento para adivinhar a existência da opressão, e o consentimento para a violação é um fato da opressão. A opressão não pode ser efetivamente mensurada de acordo com o grau de 'consentimento', uma vez que, mesmo na escravidão, houve algum consentimento, se o consentimento for definido como a incapacidade de ver ou sentir qualquer alternativa."

#### Feministas pró-trabalho sexual e pró-direitos das trabalhadoras do sexo
Ao contrário das feministas críticas à prostituição, as perspectivas pró-trabalho sexual não reconhecem que os atos sexuais na prostituição tenham um elemento inerente de coerção, exploração e dominação. Assim, as feministas pró-sexo afirmam que o trabalho sexual pode ser uma experiência positiva para as mulheres que empregam sua autonomia para tomar uma decisão informada de se envolver na prostituição.
Muitas feministas, especialmente aquelas associadas ao movimento pelos direitos das trabalhadoras do sexo ou ao Feminismo sex-positivo, argumentam que o ato de vender sexo não precisa ser inerentemente explorador; mas que as tentativas de abolir a prostituição, e as atitudes que levam a tais tentativas, criam um clima abusivo para as trabalhadoras do sexo que deve ser mudado. Nessa visão, a prostituição, juntamente com outras formas de trabalho sexual, pode ser uma escolha válida para as mulheres e homens que se envolvem nela. Essa perspectiva levou, desde a década de 1970, ao surgimento de um movimento internacional pelos direitos das trabalhadoras do sexo, composto por organizações como COYOTE, o Coletivo Internacional de Prostitutas, o Projeto de Divulgação dos Trabalhadores do Sexo e outros grupos de direitos das trabalhadoras do sexo.
Feministas que não apoiam a visão radical anti-prostituição argumentam que existem sérios problemas com a posição anti-prostituição, um dos quais é que, segundo Sarah Bromberg, "ela evolui de uma teoria política que é excessivamente verbal, generalizada e frequentemente usa noções estereotipadas do que é uma prostituta. As visões feministas radicais [anti-prostituição] não são sempre delineadas de forma suficiente para sustentar uma teoria credível de que a prostituição degrada todas as mulheres."
As feministas pró-trabalho sexual afirmam que a indústria do sexo não é um "monólito", que ela é grande e variada, que as pessoas se tornam trabalhadoras do sexo por muitos motivos diferentes e que é improdutivo visar a prostituição como uma instituição. Em vez disso, acreditam que medidas devem ser tomadas para melhorar a vida das pessoas dentro da indústria.

### Feminismo e strip-tease
Muitas feministas consideram os clubes de strip-tease como insultuosos aos direitos humanos e à dignidade das mulheres. Feministas e ativistas dos direitos das mulheres na Islândia conseguiram tornar ilegais os clubes de strip-tease em março de 2010. A lei entrou oficialmente em vigor em 31 de julho de 2010. A feminista islandesa Siv Friðleifsdóttir foi a primeira a apresentar o projeto de lei. A primeira-ministra da Islândia, Jóhanna Sigurðardóttir, afirmou: "Os países nórdicos estão liderando o caminho na igualdade das mulheres, reconhecendo-as como cidadãs iguais em vez de mercadorias à venda." A política por trás do projeto, Kolbrún Halldórsdóttir, afirmou: "Não é aceitável que as mulheres ou as pessoas em geral sejam um produto a ser vendido." A votação no Althing foi elogiada pela feminista radical britânica Julie Bindel, que declarou a Islândia como "o país mais feminista do mundo".

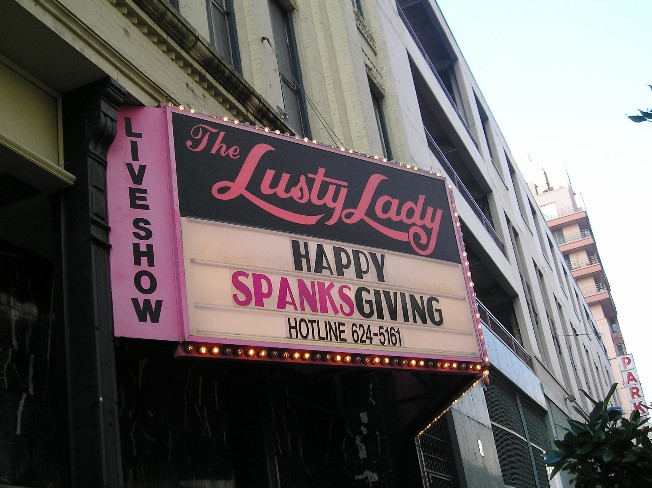
Letreiro do agora extinto Seattle Lusty Lady, Ação de Graças 2005

Outras feministas acreditam que o strip-tease pode ser sexualmente empoderador e feminista. O Lusty Lady foi um estabelecimento de peep show em North Beach, San Francisco, fundado por um grupo de strippers que desejavam criar um clube de strip-tease feminista, de propriedade dos trabalhadores. Adicionalmente, algumas feministas acreditam que a pole dance pode ser um ato feminista. Em 2009, uma pole dancer que se identificava como "feminista" chamada Zahra Stardust foi candidata pelo Australian Sex Party na eleição suplementar de Bradfield. O conceito de "pole dance feminista" tem sido ridicularizado e denunciado, tanto por feministas quanto por não-feministas, como "simplesmente tolo" e como sintomático do "fim do feminismo".

## Feminismo e BDSM
As visões feministas sobre o BDSM variam amplamente, desde a rejeição até a aceitação e todos os pontos intermediários. Como exemplo, aqui são comparados os dois quadros polarizadores. A história entre feministas e praticantes de BDSM tem sido controversa. As duas posições mais extremas são aquelas que acreditam que o feminismo e o BDSM são crenças mutuamente exclusivas, e aquelas que defendem que as práticas de BDSM são uma expressão de liberdade sexual.

### Oposição feminista ao BDSM e ao sadomasoquismo
Várias feministas radicais, como Andrea Dworkin e Susan Griffin, consideram o BDSM como uma forma de violência que odeia as mulheres.

### Feministas pró-BDSM e que praticam BDSM
Embora muitas feministas radicais se oponham ao BDSM, outras veem o S/M como uma expressão feminista ideal de liberdade sexual, enquanto outras afirmam que o BDSM, e mais especificamente o SM, reforçam o patriarcado e que essas práticas são contraditórias ao feminismo. Além disso, algumas feministas são abertas quanto à prática do BDSM. Muitas feministas sex-positivas veem o BDSM como uma forma válida de expressão da sexualidade feminina. Algumas feministas lésbicas praticam o BDSM e o consideram parte de sua identidade sexual. Jessica Wakeman escreveu sobre sua própria experiência com atividades SM em uma entrevista de acompanhamento após a publicação de seu artigo Primeira Vez para Tudo: Recebendo Palmas em 2009. Em outubro de 2010, Wakeman já escrevia sobre questões feministas, incluindo feminismo e crítica à mídia, feminismo e política, e feminismo e sexo há cerca de oito anos, considerando-se uma feminista bastante ativa. Wakeman discutiu como consegue desfrutar do jogo de spanking e ser dominada, e ainda assim ser feminista. Como outras praticantes feministas do BDSM, Wakeman rejeita o argumento de que as mulheres são ensinadas o que gostam e levadas a ser submissas por uma estrutura de poder sexista dominante. Existem várias organizações de BDSM que atendem mulheres lésbicas e feministas, incluindo a Máfia Sexual Lésbica e o grupo Samois, fundado por Patrick Califia e Gayle Rubin.

## Feminismo e celibato
O grupo feminista Cell 16, fundado em 1968 por Roxanne Dunbar, era conhecido por seu programa de celibato e separação dos homens, entre outras coisas. Considerada extrema por muitas feministas convencionais, a organização atuou como uma espécie de vanguarda extrema esquerda. Ela foi citada como a primeira organização a promover o conceito de feminismo separatista. Em No More Fun and Games, o periódico feminista radical do grupo, as membros da Cell, Roxanne Dunbar e Lisa Leghorn, aconselharam as mulheres a "se separarem dos homens que não estão conscientemente trabalhando pela libertação feminina", recomendando períodos de celibato, em vez de relacionamentos lésbicos, os quais consideravam "nada mais do que uma solução pessoal." O periódico também publicou o artigo de Dana Densmore "Sobre o Celibato" (outubro de 1968), que dizia em parte: "Um obstáculo para a libertação é uma suposta 'necessidade' de sexo. É algo que deve ser refutado, enfrentado, desmitificado, ou a causa da libertação feminina está fadada. Já vemos meninas, totalmente libertadas em suas próprias mentes, compreendendo sua opressão com terrível clareza, tentando – deliberada e um tanto histérica – tornar-se atraentes para os homens, homens pelos quais não têm respeito, homens que podem até odiar, por causa de 'uma necessidade sexual-emocional básica'. O sexo não é essencial para a vida, assim como comer. Algumas pessoas passam a vida inteira sem se envolver nele, inclusive pessoas maravilhosas, calorosas e felizes. É um mito que isso torne alguém amargurado, atrofiado, distorcido. O grande estigma da virgindade ao longo da vida recai sobre as mulheres, criado pelos homens, porque o propósito biológico da mulher é, se não for cumprido, que ela esteja deformada e antinatural e 'deva ser toda teia de aranha por dentro'."
The Feminists, também conhecidos como Feminists—Uma Organização Política para Aniquilar os Papéis Sexuais, foi um grupo feminista radical ativo na cidade de Nova Iorque de 1968 a 1973; inicialmente defendia que as mulheres praticassem o celibato, e mais tarde passou a defender o lesbianismo político. Sheila Jeffreys ajudou a desenvolver o conceito coescrevendo com outros membros do Grupo Feminista Revolucionário de Leeds um panfleto intitulado Ame Seu Inimigo?: O Debate Entre o Feminismo Heterossexual e o Lesbianismo Político, que afirmava: "Nós achamos... que todas as feministas podem e devem ser lésbicas. Nossa definição de lésbica política é uma mulher que se identifica como tal e que não transa com homens. Isso não significa atividade sexual compulsória com mulheres." Assim, algumas lésbicas políticas optaram pelo celibato ou se identificaram como assexuais.

## Feminismo e orientação sexual
Ver também As abordagens feministas à questão da orientação sexual variam amplamente. As visões feministas sobre a orientação sexual são frequentemente influenciadas pelas experiências pessoais das feministas, como expressado no slogan "o pessoal é político". Por isso, muitas feministas consideram a orientação sexual uma questão política e não meramente uma questão de escolha ou preferência sexual individual.

### Feminismo e assexualidade
Um artigo de 1977 intitulado Assexuais e Mulheres Autoeróticas: Dois Grupos Invisíveis, de Myra T. Johnson, pode ser o primeiro artigo explicitamente dedicado à assexualidade em humanos. Nele, Johnson retrata as mulheres assexuais como invisíveis, "oprimidas por um consenso de que elas não existem", e deixadas para trás tanto pela revolução sexual quanto pelo movimento feminista.
Um artigo de 2010, escrito por Karli June Cerankowski e Megan Milks, intitulado Novas Orientações: A Assexualidade e Suas Implicações para a Teoria e a Prática, afirma que a sociedade passou a considerar a sexualidade LGBT e a sexualidade feminina como empoderadas ou reprimidas. O movimento assexual desafia essa suposição ao contestar muitos dos princípios básicos do feminismo pró-sexo [nos quais já é] definido como repressor ou contra-sexual.
Algumas lésbicas políticas se identificam como assexuais. O lesbianismo político abraça a teoria de que a orientação sexual é uma escolha e defende o lesbianismo como uma alternativa positiva à heterossexualidade para as mulheres.Sheila Jeffreys ajudou a desenvolver o conceito coescrevendo com outros membros do Grupo Feminista Revolucionário de Leeds um panfleto intitulado Ame Seu Inimigo?: O Debate Entre o Feminismo Heterossexual e o Lesbianismo Político, que afirmava: "Nós achamos... que todas as feministas podem e devem ser lésbicas. Nossa definição de lésbica política é uma mulher que se identifica como tal e que não transa com homens. Isso não significa atividade sexual compulsória com mulheres."

### Feminismo e bissexualidade
A revista trimestral lésbica Common Lives/Lesbian Lives tinha uma política de que todo trabalho publicado na CL/LL era produzido por lésbicas autodefinidas, e todos os voluntários do projeto eram lésbicas. Devido a essa política, uma queixa foi apresentada à Universidade de Iowa pela Comissão de Direitos Humanos por uma mulher bissexual cuja submissão à revista não foi publicada.
Diversas mulheres que, em determinado momento, estiveram envolvidas no ativismo lésbico-feminista, depois se assumiram bissexuais ao perceberem suas atrações por homens. Um exemplo amplamente estudado do conflito entre lésbicas e bissexuais dentro do feminismo foi a Marcha do Orgulho de Northampton, entre os anos de 1989 e 1993, onde muitas feministas debateram se os bissexuais deveriam ser incluídos e se a bissexualidade era compatível com o feminismo. As críticas comuns de feministas lésbicas à bissexualidade foram que ela era anti-feminista, que constituía uma forma de falsa consciência e que mulheres bissexuais que buscam relacionamentos com homens eram "iludidas e desesperadas". Entretanto, as tensões entre feministas bissexuais e lésbicas diminuíram desde a década de 1990, à medida que as mulheres bissexuais se tornaram mais aceitas na comunidade feminista.

### Feminismo e homens gays
Em seu livro de 2003, Desconstruindo a Política Queer: Uma Perspectiva Feminista Lésbica, a feminista lésbica radical australiana Sheila Jeffreys defende a posição de que a cultura lésbica foi negativamente afetada por emular a influência sexista da subcultura masculina gay de sexualidade dominante/submisso. Embora enfatize que muitos homens gays, membros do movimento de libertação gay, repudiaram o sadomasoquismo, ela escreve que a perspectiva masculina gay dominante promoveu a sexualidade sadomasoquista em detrimento das lésbicas e das mulheres feministas.
No entanto, alguns homens gays, como o marido de Andrea Dworkin, John Stoltenberg, também são críticos do sadomasoquismo e da pornografia e concordam com as críticas feministas radicais e lésbicas a essas práticas. Stoltenberg escreveu que o sadomasoquismo erotiza tanto a violência quanto a impotência. O autor gay Pró-feminismo Christopher N. Kendall escreveu o livro Pornografia Masculina Gay: Uma Questão de Discriminação Sexual, defendendo a ideia de que a pornografia masculina gay envolve discriminação sexual e deveria ser banida sob as leis de igualdade do Canadá. Ele utiliza a teoria feminista radical para argumentar que a pornografia masculina gay reforça a misoginia e a homofobia.

### Feminismo e heterossexualidade
Algumas feministas heterossexuais acreditam que foram injustamente excluídas das organizações feministas lésbicas. A revista trimestral lésbica Common Lives/Lesbian Lives tinha uma política de que todo trabalho publicado era produzido por lésbicas autodefinidas, e todos os voluntários do projeto eram lésbicas. Devido a essa política, uma queixa foi apresentada à Universidade de Iowa pela Comissão de Direitos Humanos por uma mulher heterossexual que acreditava ter sido discriminada ao não ser contratada como estagiária.

### Feminismo e lesbianismo

O Labrys, um símbolo lésbico-feminista.

As lésbicas têm sido ativas no movimento feminista americano dominante. A primeira vez que as questões lésbicas foram introduzidas na Organização Nacional para as Mulheres (sigla em inglês "NOW") foi em 1969, quando Ivy Bottini, uma lésbica aberta que era então presidente do capítulo de Nova Iorque da NOW, realizou um fórum público intitulado "O Lesbianismo é uma Questão Feminista?" No entanto, a presidente da NOW, Betty Friedan, era contra a participação lésbica no movimento. Em 1969, ela referiu-se ao aumento da visibilidade lésbica como uma "ameaça lavanda" e demitiu a editora de newsletter abertamente lésbica, Rita Mae Brown, e em 1970 orquestrou a expulsão das lésbicas, incluindo Ivy Bottini, do capítulo de Nova Iorque da NOW. Em reação, no Congresso para Unir as Mulheres de 1970, na primeira noite em que todas as quatrocentas feministas se reuniram no auditório, vinte mulheres vestindo camisetas com a inscrição "Ameaça Lavanda" subiram à frente da sala e enfrentaram a plateia. Uma das mulheres então leu o documento do grupo "A Mulher Identificada como Mulher", que foi a primeira grande declaração feminista lésbica. O grupo, que mais tarde se autodenominou "Radicalesbians", estava entre os primeiros a desafiar o heterossexismo das feministas heterossexuais e a descrever a experiência lésbica em termos positivos. Em 1971, a NOW aprovou uma resolução declarando "que o direito de uma mulher à sua própria pessoa inclui o direito de definir e expressar sua própria sexualidade e escolher seu próprio estilo de vida", bem como uma resolução de conferência afirmando que forçar mães lésbicas a permanecerem em casamentos ou a viverem uma existência secreta na tentativa de manter seus filhos era injusto. Naquele ano, a NOW também se comprometeu a oferecer apoio legal e moral em um caso de teste envolvendo os direitos de custódia de filhos de mães lésbicas. Em 1973, foi estabelecida a Força-Tarefa da NOW sobre Sexualidade e Lesbianismo. Em novembro de 1977, a Conferência Nacional das Mulheres emitiu o Plano Nacional de Ação, que afirmava em parte: "O Congresso, as legislaturas estaduais e locais devem promulgar leis para eliminar a discriminação com base na preferência sexual e afetiva em áreas que incluem, mas não se limitam a, emprego, habitação, acomodações públicas, crédito, instalações públicas, financiamento governamental e as forças armadas. As legislaturas estaduais devem reformar seus códigos penais ou revogar leis estaduais que restrinjam o comportamento sexual privado entre adultos consensuais. As legislaturas estaduais devem promulgar leis que proíbam a consideração da orientação sexual ou afetiva como um fator em qualquer determinação judicial de custódia ou direitos de visitação. Em vez disso, os casos de custódia de filhos devem ser avaliados exclusivamente com base nos méritos de qual das partes é a melhor progenitora, sem levar em conta a orientação sexual ou afetiva dessa pessoa."
Del Martin foi a primeira lésbica abertamente eleita para a NOW, e Del Martin and Phyllis Lyon foram o primeiro casal lésbico a se juntar à NOW.
Feminismo lésbico é um movimento cultural e uma perspectiva política, mais influente na década de 1970 e no início da década de 1980 (principalmente na América do Norte e na Europa Ocidental), que encoraja as mulheres a direcionar suas energias para outras mulheres, em vez de para os homens, e frequentemente defende o lesbianismo como o resultado lógico do feminismo. Nas palavras da feminista lésbica radical Sheila Jeffreys, "O feminismo lésbico surgiu como resultado de dois desenvolvimentos: as lésbicas dentro do MLV (Movimento de Libertação das Mulheres) começaram a criar uma nova política lésbica distintamente feminista, e as lésbicas na FLG (Frente de Libertação Gay) deixaram-se unir às suas irmãs." Segundo Judy Rebick, uma importante jornalista canadense e ativista política do feminismo, as lésbicas sempre estiveram no coração do movimento das mulheres, enquanto suas questões eram invisíveis no mesmo movimento.

#### Separatismo lésbico
Separatismo lésbico é uma forma de feminismo separatista específica para lésbicas. O separatismo tem sido considerado pelas lésbicas tanto como uma estratégia temporária quanto como uma prática para toda a vida.

#### Lesbianismo político
O lesbianismo político é um fenômeno dentro do Feminismo lésbico e do feminismo radical, principalmente do feminismo de segunda onda. Ele abraça a teoria de que a orientação sexual é uma escolha e defende o lesbianismo como uma alternativa positiva à heterossexualidade para as mulheres. Mulheres lésbicas que se identificaram como "lésbicas políticas" incluem Ti-Grace Atkinson, Julie Bindel, Charlotte Bunch, Yvonne Rainer e Sheila Jeffreys. Jeffreys ajudou a desenvolver o conceito coescrevendo com outros membros do Grupo Feminista Revolucionário de Leeds um panfleto intitulado Ame Seu Inimigo?: O Debate Entre o Feminismo Heterossexual e o Lesbianismo Político, que argumentava que as mulheres deveriam abandonar a heterossexualidade e optar por se tornar lésbicas como um ato feminista. O panfleto afirmava: "Nós achamos... que todas as feministas podem e devem ser lésbicas. Nossa definição de lésbica política é uma mulher que se identifica como tal e que não transa com homens. Isso não significa atividade sexual compulsória com mulheres." Assim, algumas lésbicas políticas optam pelo celibato ou se identificam como assexuais.

#### Bifobia e homofobia no feminismo
Críticas comuns de feministas lésbicas à bissexualidade foram que ela era anti-feminista, que constituía uma forma de falsa consciência e que mulheres bissexuais que buscam relacionamentos com homens eram "iludidas e desesperadas". Entretanto, as tensões entre feministas bissexuais e lésbicas diminuíram desde a década de 1990, à medida que as mulheres bissexuais se tornaram mais aceitas na comunidade feminista. No entanto, algumas feministas lésbicas, como Julie Bindel, ainda são críticas em relação à bissexualidade. Bindel descreveu a bissexualidade feminina como uma "tendência da moda" promovida devido ao "hedonismo sexual" e levantou a questão de se a bissexualidade realmente existe. Ela também fez comparações com ironia de bissexuais com adoradores de gatos e adoradores do diabo.
As feministas lésbicas inicialmente enfrentaram discriminação na Organização Nacional para as Mulheres. Algumas feministas heterossexuais, como Betty Friedan, minimizaram as questões lésbicas como não sendo centrais para o ativismo feminista. Em 1969, Friedan referiu-se ao aumento da visibilidade lésbica como uma "ameaça lavanda" e demitiu a editora de newsletter abertamente lésbica, Rita Mae Brown, e em 1970 orquestrou a expulsão das lésbicas, incluindo Ivy Bottini, do capítulo de Nova Iorque da NOW. Em reação, no Congresso para Unir as Mulheres de 1970, na primeira noite em que todas as quatrocentas feministas se reuniram no auditório, vinte mulheres vestindo camisetas com a inscrição "Ameaça Lavanda" subiram à frente da sala e enfrentaram a plateia. Uma das mulheres então leu o documento do grupo "A Mulher Identificada como Mulher", que foi a primeira grande declaração feminista lésbica. O grupo, que mais tarde se autodenominou "Radicalesbians", estava entre os primeiros a desafiar o heterossexismo das feministas heterossexuais e a descrever a experiência lésbica em termos positivos. Em 1971, a NOW aprovou uma resolução declarando "que o direito de uma mulher à sua própria pessoa inclui o direito de definir e expressar sua própria sexualidade e escolher seu próprio estilo de vida", bem como uma resolução de conferência afirmando que forçar mães lésbicas a permanecerem em casamentos ou a viverem uma existência secreta na tentativa de manter seus filhos era injusto. Naquele ano, a NOW também se comprometeu a oferecer apoio legal e moral em um caso de teste envolvendo os direitos de custódia de filhos de mães lésbicas. Em 1973, foi estabelecida a Força-Tarefa da NOW sobre Sexualidade e Lesbianismo. Em novembro de 1977, a Conferência Nacional das Mulheres emitiu o Plano Nacional de Ação, que afirmava em parte: "O Congresso, as legislaturas estaduais e locais devem promulgar leis para eliminar a discriminação com base na preferência sexual e afetiva em áreas que incluem, mas não se limitam a, emprego, habitação, acomodações públicas, crédito, instalações públicas, financiamento governamental e as forças armadas. As legislaturas estaduais devem reformar seus códigos penais ou revogar leis estaduais que restrinjam o comportamento sexual privado entre adultos consensuais. As legislaturas estaduais devem promulgar leis que proíbam a consideração da orientação sexual ou afetiva como um fator em qualquer determinação judicial de custódia ou direitos de visitação. Em vez disso, os casos de custódia de filhos devem ser avaliados exclusivamente com base nos méritos de qual das partes é a melhor progenitora, sem levar em conta a orientação sexual ou afetiva dessa pessoa."

## Crítica feminista à teoria queer
Muitas feministas criticaram a teoria queer como sendo uma distração das questões feministas ou como uma reação dominada pelos homens contra o feminismo. Feministas lésbicas e feministas radicais têm sido as críticas mais proeminentes da teoria queer e da política queer. Sheila Jeffreys – em *Desvendando a Política Queer: Uma Perspectiva Feminista Lésbica* – critica severamente a teoria queer como o produto de “uma poderosa cultura masculina gay” que “celebra o privilégio masculino” e “consagra um culto à masculinidade”. Ela repudia a teoria queer por ser anti-lésbica, anti-feminista e contrária às mulheres. Muitas feministas podem ser críticas à Teoria Queer por diversos motivos, principalmente pelo fato de que a Teoria Queer é crítica do feminismo. A teoria argumenta que, por meio da desnaturalização de algumas identidades, as feministas naturalizaram outras – sendo esta, principalmente, a ideia da dominação masculina natural. Tal argumento se estabelece na concepção de sexo e gênero, pois, enquanto muitas feministas afirmam que sexo e gênero são distintos – com o gênero sendo socialmente construído –, Butler defende que o sexo também integra a construção social e que a separação entre os dois fornece uma base “natural” para o patriarcado. Essa ideia é criticada por muitos teóricos por ser anti-feminista e por contrariar o feminismo de segunda onda. Também podemos observar críticas à Teoria Queer por Nussbaum, que contesta a teoria de Butler por não abordar as diferenças biológicas ou por ensinar que não há esperança de mudar o sistema, de modo que tudo o que se pode fazer é zombar dele.

## Sexologia feminista
A sexologia feminista é um ramo dos estudos tradicionais de sexologia que se concentra na interseccionalidade de sexo e gênero em relação às vidas sexuais das mulheres. A sexologia feminista compartilha muitos princípios com o campo abrangente da sexologia; em particular, não tenta prescrever um determinado caminho ou “normalidade” para a sexualidade das mulheres, mas sim observar e registrar as diferentes e variadas formas pelas quais as mulheres expressam sua sexualidade. Trata-se de um campo jovem, porém em rápido crescimento. Entre as sexologistas feministas de destaque estão Anne Fausto-Sterling e Gayle Rubin.
Uma obra radical feminista notável sobre a sexualidade feminina é *O Mito do Orgasmo Vaginal*, de Anne Koedt, que defende a ideia de que o orgasmo vaginal é um mito patriarcal.

## Feminismo e violência sexual
A cultura do estupro é uma cultura na qual o estupro e a violência sexual são comuns, e em que atitudes, normas, práticas e a mídia normalizam, desculpam, toleram ou até mesmo convalidam a violência sexual. Exemplos de comportamentos comumente associados à cultura do estupro incluem a culpabilização da vítima, a imposição de vergonha por suposta promiscuidade (slut-shaming), a objetificação sexual e a trivialização do estupro. A cultura do estupro tem sido utilizada para modelar comportamentos em grupos sociais, incluindo sistemas prisionais, onde o estupro na prisão é comum, e áreas de conflito, onde o estupro de guerra é empregado como instrumento de guerra psicológica. Inclusive, países inteiros já foram alegados como sendo culturas do estupro.
Embora o conceito de cultura do estupro seja uma teoria geralmente aceita na academia feminista, ainda há divergências quanto à definição de uma cultura do estupro e em que medida uma determinada sociedade preenche os critérios para ser considerada tal.
Observou-se que a cultura do estupro se correlaciona com outros fatores e comportamentos sociais. Pesquisas identificam correlações entre os mitos sobre o estupro, a culpabilização da vítima e a trivialização do estupro com o aumento da incidência de racismo, homofobia, idadismo, classismo, intolerância religiosa e outras formas de discriminação.

## Feminismo e assédio sexual
As feministas desempenharam papel crucial no desenvolvimento da noção de assédio sexual e na codificação de leis contra esse tipo de abuso. Catharine MacKinnon foi uma das primeiras a abordar o tema do assédio sexual. O livro de MacKinnon, *Assédio Sexual contra Mulheres Trabalhadoras: Um Caso de Discriminação Sexual*, é o oitavo livro jurídico americano mais citado desde 1978, de acordo com um estudo publicado por Fred Shapiro em janeiro de 2000.
Algumas feministas liberais e individualistas criticaram a própria noção de assédio sexual. Camille Paglia afirma que meninas podem acabar agindo de maneira que facilite o assédio sexual, de forma que, por exemplo, ao se comportarem de maneira “agradável”, podem se tornar alvos. Paglia comentou, em entrevista à Playboy, “Perceba o quanto sua gentileza pode incitar as pessoas a dizerem coisas lascivas e pornográficas para você — às vezes, a ponto de violar essa sua gentileza. Quanto mais você corar, mais as pessoas desejam fazê-lo.” Jane Gallop acredita que as leis de assédio sexual foram abusadas por aquelas que ela denomina feministas vítimas, em oposição às feministas do poder, como ela mesma se define.

## Feminismo e objetificação sexual
Ver também
O conceito de objetificação sexual e, em particular, a objetificação das mulheres, é uma ideia importante na teoria feminista e nas teorias psicológicas derivadas do feminismo. Muitas feministas consideram a objetificação sexual algo inaceitável e que desempenha um papel importante na desigualdade de gênero. Entretanto, alguns comentaristas sociais argumentam que certas mulheres modernas se objetivam como forma de expressar seu empoderamento sobre os homens, enquanto outros defendem que o aumento da liberdade sexual para mulheres, homens gays e bissexuais contribuiu para uma maior objetificação dos homens.

## O olhar masculino
O “olhar masculino” é uma teoria feminista desenvolvida inicialmente por Laura Mulvey em 1975. O olhar masculino ocorre quando o público, ou espectador, é colocado na perspectiva de um homem heterossexual. Mulvey enfatizou que o olhar masculino dominante nos filmes de Hollywood tradicionais reflete e satisfaz o inconsciente masculino: a maioria dos cineastas é masculina, fazendo com que o olhar voyeurístico da câmera seja masculino; personagens masculinos nas narrativas dos filmes transformam as mulheres em objetos de seu olhar; e, inevitavelmente, o olhar do espectador reflete os olhares voyeurísticos masculinos da câmera e dos atores. Quando o feminismo caracteriza o “olhar masculino”, certos temas emergem, como o voyeurismo, a objetificação, o fetichismo, a escopofilia e a representação das mulheres como objeto do prazer masculino. Mary Anne Doane apresenta um exemplo de como o voyeurismo se manifesta no olhar masculino: “O cinema mudo inicial, por meio de sua insistentemente exposta sequência de cenários de voyeurismo, concebe o prazer visual do espectador em termos do bisbilhoteiro, posicionado por trás da tela, replicando a posição do espectador em relação à mulher nela retratada.”